# Ljubljana pozdravlja osvoboditelje
Ljubljana pozdravlja osvoboditelje je slovenski kratki črno-beli dokumentarni film, posnet leta 1945 in izdan leta 1946 v režiji in po scenariju Maria Foersterja. Ob Foersterju so za fotografijo skrbeli še Metod Badjura, Janko Balantič in Rudi Omota. Film meša avtentične in spontane posnetke vkorakanja partizanov in veselja ob osvoboditvi Ljubljane z režiranimi pasaži, ki poskušajo prikazati vso lepoto osvobojenega mesta.